# 将棋フォーカス
将棋フォーカス（しょうぎフォーカス）は、NHK教育テレビジョン（Eテレ）で2012年4月8日から放送されている将棋情報番組である。

## 概要
前身番組『囲碁・将棋フォーカス』と『将棋講座』を統合した総合的な将棋情報番組である。初心者向けの将棋講座、著名棋士や将棋愛好家の有名人へのインタビュー、また各地で行われている将棋のイベントや棋戦の最新情報で構成される。
2012年3月末、囲碁・将棋チャンネルで同種の番組『週刊将棋ステーション』が終了したため、地上波・衛星放送を含めて週単位で更新される唯一の将棋情報番組となった。

## 出演者
2022年4月 -
- 高橋茂雄：司会[1]。サバンナのボケ担当。
- 山口恵梨子：司会[1]。女流棋士

### 過去の出演者
2012年4月 - 2015年3月
- つるの剛士：司会[2]。前身番組『将棋講座』から続投[2]。アマチュア三段[3]。
- 岩崎ひろみ：司会[4]。

2015年4月 - 2019年3月
- 伊藤かりん：司会[4]。乃木坂46のメンバー [4]。2018年3月にアマチュア初段認定。降板後に、2019年11月10日にゲスト出演し、後輩と共演を果たした。2020年1月19日にも後輩の向井とVTRで出演。
- 山崎隆之：司会[5]。2017年度のNHK杯戦で優勝。
- 中村太地：司会[6]。2017年10月に王座のタイトルを獲得。降板後も2019年下期に講座パートの講師を務め、2020年7月5日・12日ならびに2021年6月27日・7月4日は高見・都成が両名とも休演のため代理で司会を務めた。

伊藤は常時出演。山崎と中村は不定期の交替出演、同時出演は初回・最終回やイベントVTR等の数回のみ。
2019年4月 - 2022年3月
- 向井葉月：司会[7][8]。乃木坂46のメンバー。
- 高見泰地 ：司会[7][8]。初回出演時は叡王のタイトル保持者。
- 都成竜馬 ：司会[7][8]。降板後の2022年下期に講座パートの講師として出演。

向井は原則常時出演。高見と都成は不定期の交替出演、初回ならびに向井休演時は同時出演。
なお、2020年度は新型コロナウイルス感染症の流行 により、4月7日に「ニュースなどを除いて外部からの出演者を入れた収録や生放送を当面見合わせる」と発表した為、全編再放送となった5月17日を挟み、5月24日から6月14日までの間は上記3名ともに休演。この間はナレーション（伊藤裕一郎）のみによる進行として、講座パート（こちらも5月31日から聞き手が休演となり講師単独で進行。さらに7月5日までは通常のスタジオとは別の場所に仮設セットを組んで収録）と過去に放送した特集を織り交ぜた構成とした。6月21日からソーシャルディスタンスに配慮しつつ上記3名の出演が再開されたが、講座パートの講師単独進行は7月26日まで継続された。

## 放送時間
| 放送期間                      | 放送日時             | 放送局              | 備考   |
| ----------------------------- | -------------------- | ------------------- | ------ |
| 2012年4月08日 -               | 日曜日 10:00 - 10:30 | NHK教育テレビジョン | 本放送 |
| 2014年4月10日 - 2022年3月24日 | 木曜日 15:00 - 15:30 | NHK教育テレビジョン | 再放送 |
| 2022年4月06日 - 2023年3月29日 | 水曜日 14:30 - 15:00 | NHK教育テレビジョン | 再放送 |
| 2023年4月05日 - 2024年3月27日 | 水曜日 14:00 - 14:30 | NHK教育テレビジョン | 再放送 |
| 2024年4月11日 -               | 水曜日 13:40 - 14:10 | NHK教育テレビジョン | 再放送 |

## 講師
- 2012年度春季：野月浩貴：「野月浩貴のイチ押し初級アカデミー」[13]（2012年度から2014年度は司会者のつるの剛士と岩崎ひろみが聞き手を兼務）
- 2012年度夏季：藤井猛：「藤井猛の "初出し" 攻め方フォーラム」[14]
- 2012年度秋季：木村一基：「木村一基の先読み受け方エクササイズ」[15]
- 2012年度冬季：屋敷伸之：「屋敷伸之のバランスで勝つ! 終盤アプローチ〜自由な発想・楽しいイメージ〜」[16]
- 2013年度前期：鈴木大介：「鈴木大介の振り飛車のススメ」[17]
- 2013年度後期：井上慶太：「井上慶太の居飛車はおもしろい!」[18]
- 2014年度前期：広瀬章人：「広瀬章人の最強"振り穴"完全マニュアル」[19]
- 2014年度後期：豊川孝弘：「豊川孝弘のパワーアップ手筋塾」[20]
- 2015年度前期：佐藤康光：「佐藤康光の勝つための詰みのセオリー」[21]（聞き手：藤田綾）
- 2015年度後期：渡辺明：「渡辺流 勝利の格言ジャッジメント」[22]（聞き手：藤田綾）
- 2016年度前期：村山慈明：「村山慈明の知って得する序盤術」[23]（聞き手：渡部愛）
- 2016年度後期：佐藤天彦：「天彦流 中盤の読み解き方」[24]（聞き手：渡部愛）
- 2017年度前期：船江恒平：「船江恒平の終盤は筋よく指そう」[25]（聞き手：室谷由紀）
- 2017年度後期：佐藤和俊：「カズトシ流 主導権をにぎる振り飛車」[26]（聞き手：室谷由紀）
- 2018年度前期：佐藤紳哉：「佐藤紳哉のエンジョイ将棋」[27]（聞き手：谷口由紀）
- 2018年度後期：深浦康市：「深浦康市の振り飛車なんてこわくない」[28]（聞き手：谷口由紀）
- 2019年度前期：菅井竜也：「菅井流やんちゃ振り飛車」[29]（聞き手：鈴木環那）
- 2019年度後期：中村太地：「太地隊長の角換わりツアー」[30]（聞き手：加藤桃子）
- 2020年度前期：阿久津主税：「阿久津主税の楽しく勝とうB級グルメ戦法」[31]（聞き手：加藤桃子）
- 2020年度後期：稲葉陽：「稲葉陽の急戦でノックアウト」[32]（聞き手：安食総子）
- 2021年度前期：木村一基：「木村一基のまじウケ放談～ NHK 杯戦・受けの名局～」[33]（聞き手：貞升南）
- 2021年度後期：戸辺誠：「戸辺誠の振り飛車で技を磨こう！」[34]（聞き手：貞升南）
- 2022年度前期：三枚堂達也：「さんちゃんの実は楽しい相掛かり♪」[35]（2022年度、2023年度は司会者の山口恵梨子が聞き手を兼務）
- 2022年度後期：都成竜馬：「直送！ 都成ファームのおいしい振り飛車」[36]
- 2023年度前期：豊島将之：「豊島将之の初段を目指す！スキがない将棋」[37]
- 2023年度後期：糸谷哲郎：「ようこそ！糸谷ワールドへ」[38]
- 2024年度前期：中川大輔：「中川大輔の盤上百名山」[39]（聞き手：山根ことみ）
- 2024年度後期：佐藤康光「剛腕！康光流バーディー振り飛車」
- 2025年度前期：深浦康市：「雁木王・深浦康市の最新必勝ガイド」

## 不祥事

### 将棋サイト説明文無断引用騒動
2021年5月30日放送分のナレーションにおいて、対局マナーを紹介する際に外部サイト「将棋講座ドットコム」の説明文を複数箇所において、そのまま無断で使用していた。弁護士ドットコムなどからの指摘を受けて、NHKは同年6月4日までに無断使用の事実を認めた上で、不適切だったとして、番組公式ホームページ上において謝罪した。
その後、将棋講座ドットコムの運営者は記事の無断流用を理由にNHKを相手取り裁判を起こしていたが、東京地方裁判所は2022年9月に請求棄却の判断を出した。